# Григорије Печерски
Григорије Печерски је православни светитељ, мученик и чудотворац из 11. века. 
Предвидео је кнезу периславском Ростиславу Всеволодовичу смрт у води, што се касније и остварило. 
Умро је 1093. године. Сахрањен је у Антонијевој пећини Кијевско-печерске лавре.
Православна црква га помиње 8. јануара (21. јануар) и 28. септембра (11. октобра).